# 北陸製菓
北陸製菓株式会社（ほくりくせいか）は、石川県金沢市に本社を置く日本の菓子メーカー。略称は北菓（ほっか）。アルファベット表記はhokkaで、商品表記には主にこれが使用される。

## 概要
ビスケットやカンパンを主力商品とする菓子メーカーで、現在はかつて福屋製菓（2代目、初代は福富屋製菓）が生産・販売していたあられ菓子「ビーバー」も主力商品となっている。「ビーバー」の由来は、1970年（昭和45年）に開催された日本万国博覧会（大阪万博）でカナダ館に展示されていたビーバーの歯形があられに似ていると思いつき開発したとされている。
本社に隣接した直売店「金沢彩匠」（かなざわさいしょう）では工場見学も可能になっている。

## 歴史
- 1918年（大正7年） - 金沢市堀川町に「日本あられ株式会社」を設立。
- 1925年（大正14年） - 社名を「北陸製菓株式会社」に変更。ビスケット類の生産開始。
- 1941年（昭和16年） - 大阪陸軍糧秣監督工場に指定。カンパンの製造を開始。食糧公団の登録工場に指定。乳幼児食ビスケットの生産と配給パン、学童パンの生産を開始。
- 1953年（昭和28年） - オートメーション電熱運行釜を導入。
- 1959年（昭和34年） - 石川郡美川町湊（現在の白山市湊町）に米菓工場を建設。
- 1961年（昭和36年） - カットパンの生産に着手、それに伴う醗酵設備を導入。全国各県に優良特約店を設置。
- 1964年（昭和39年） - 函館の北大製菓株式会社に資本及び技術を投入し、「北海道製菓株式会社」を設立発足。
- 1967年（昭和42年） - 金沢市押野に新工場完成。バンドオープン機械、自動計量器、自動包装機械等多数を導入し、カンパン、ビスケット、クッキー等の増産体制を整える。
- 1975年（昭和50年） - オーブンバンド機、高速クリームサンド機を増設。
- 1977年（昭和52年） - 資本金を5000万円に増資する。
- 1979年（昭和54年） - 「ハードビスケット」全国販売開始。
- 1985年（昭和60年） - 自動包装機械を購入。
- 1988年（昭和63年） - コンピュータースケール機、ピロー包装機を増設。
- 1993年（平成5年） - 高速縦型ピロー包装機増設。
- 1996年（平成8年） - 海鮮せんべい工場新設。
- 1997年（平成9年） - 北陸製菓本社に併設した直営店「金沢彩匠」オープン。
- 2000年（平成12年） - 北陸製菓株式会社7代目代表取締役に高崎憲二が就任。
- 2001年（平成13年） - 有限会社レガーロを設立。
- 2002年（平成14年） - カートニングマシーンを増設。
- 2003年（平成15年） - 自動包装ラインを増設。カンパン真空ラインを増設。ISO9001を認証取得。
- 2008年（平成20年） - 有限会社ホッカ販売を設立。
- 2014年（平成26年） - 経営破綻した福屋製菓の「ビーバー」を受け継ぎ販売を開始する[4]。
- 2018年（平成30年） - 設立100周年。

## 主な製品
- ビスケット
- カンパン
- 米菓や豆菓子
- 海老煎餅
- ムーミンビスケット
- ドラえもんビスケット
- サンリオ（ハローキティ）ビスケット

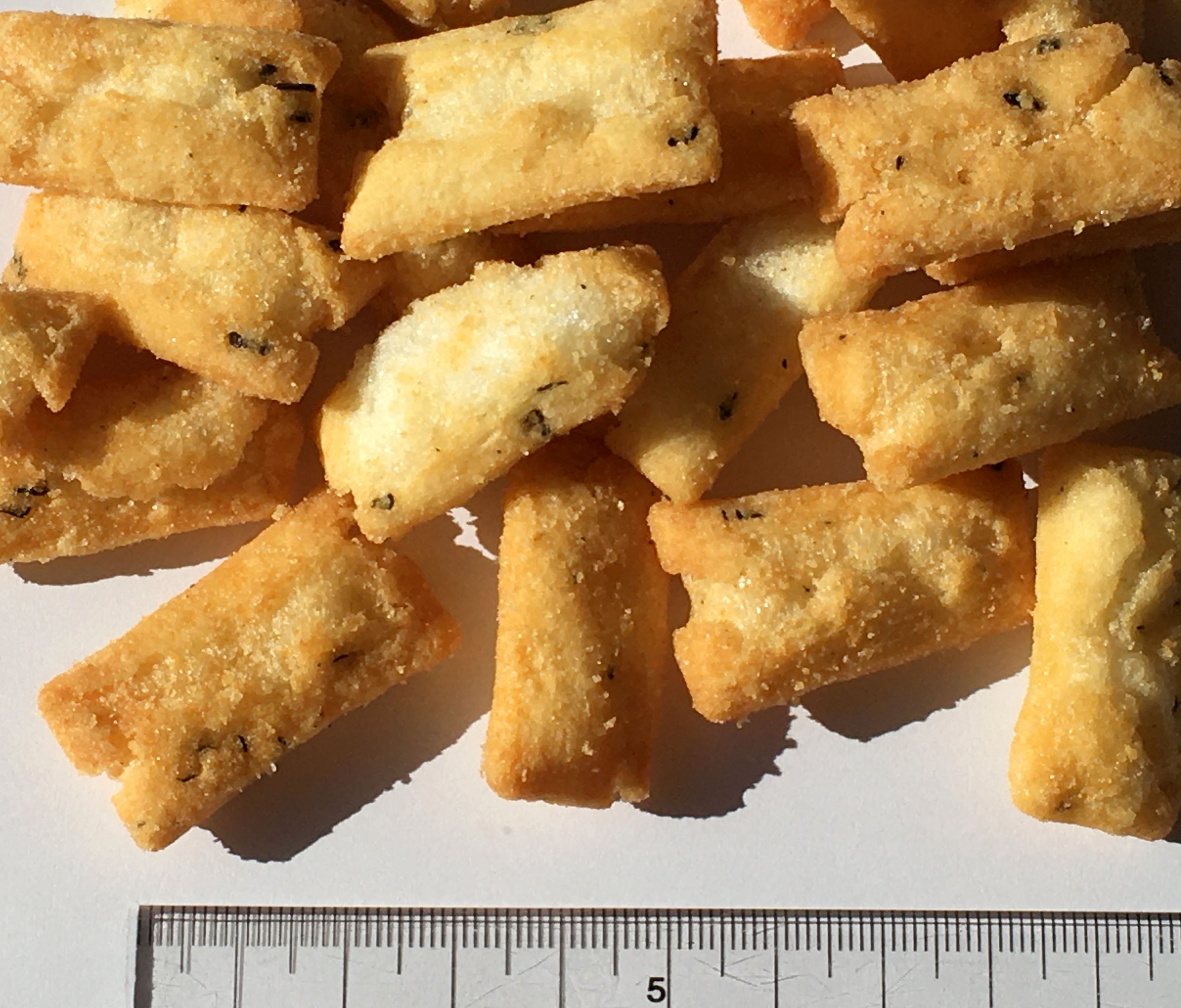
ビーバー

- ビーバー - 1970年に発売されたあられ菓子で、かつて福屋製菓が販売していた[5]（福屋製菓は1996年から販売[6]）。2013年9月に同社が経営破綻した後、当社が引き継いで翌年8月から販売を再開した[5]。

## ビーバーをめぐる効果
富山県出身でNBA（ワシントン・ウィザーズ）プレイヤーの八村塁が、2019年7月チームメイトに「白えびビーバー」を差し入れしてInstagramに投稿したことが話題となった。これにより、商品の注文が殺到し品薄となり最大で1か月待ちになったほか、北陸製菓は急遽「ビーバー」の公式Twitterも開設。
北陸製菓は、2019年12月に石川県金沢市出身の大相撲力士炎鵬に化粧廻しを贈呈。同社の「ビーバー」のマスコットが刺繍であしらわれた廻しで、社長の高崎憲親と炎鵬の兄が金沢市立西南部中学校の同級生で、炎鵬が高崎の2学年後輩であるという縁で実現した。この化粧廻しは、2020年1月12日初日の初場所で披露された。